# Cleveland Guardians

Cap-logo

Cleveland Guardians is een Amerikaanse honkbalclub uit Cleveland, Ohio. De club werd in 1901 opgericht.
De Guardians spelen hun wedstrijden in de Major League Baseball. De club komt uit in de Central Division van de American League. Het stadion van de Guardians heet Progressive Field. Ze hebben twee keer de World Series gewonnen: in 1920 en 1948. Zij wonnen de AL Central in de jaren 1995-1999 vijf keer op rij en daarna nog in 2001, 2007, 2016, 2017 en 2018. In 1997 en 2016 werden de World Series gehaald, maar die ging beide keren verloren.

## Geschiedenis
De Cleveland Guardians bestaan in hun huidige vorm sinds 1901 en vormen samen met de Chicago White Sox, Boston Red Sox en de Detroit Tigers het viertal clubs uit de oorspronkelijke American League dat nog in dezelfde stad speelt. Eerder werd er onder de namen Forest Citys en Cleveland Spiders professioneel honkbal gespeeld als National League-team, maar na een desastreus seizoen in 1899 (20 overwinningen tegenover 120 nederlagen!) werd dat team opgeheven.
In 1901 begon een nieuw team in de American League onder de naam Bluebirds, wat een jaar later werd gewijzigd in Broncos. Ter ere van sterspeler Napoleon Lajoie werd vanaf 1903 gespeeld onder de naam Naps. Toen Lajoie vertrok, was een nieuwe naam nodig en dat werd Indians. In 2022 werd de naam gewijzigd in Guardians. Dit vanwege een controverse over de tot dan 106 jaar oude naam Indians. Deze refereert aan de oorspronkelijke bewoners van de Verenigde Staten en werd door sommige mensen beschouwd als een uiting van racisme. 
In de jaren met Lajoie werden er met een team met onder anderen Addie Joss en Shoeless Joe Jackson goede resultaten gehaald, maar een titel werd net gemist. Ook in de latere jaren 1918 en 1919 greep Cleveland net naast de titel. In 1920, onder leiding van speler-manager Tris Speaker en met Jim Dunn als eigenaar, was het wel raak. De titel werd gewonnen en in de World Series werden ook de Brooklyn Dodgers met 5 tegen 2 verslagen.
In de jaren daarna werd nog tweemaal de World Series gehaald, maar verloren. In 1932 verhuisden de Indians van het League Park naar het Cleveland Municipal Stadium, hoewel ze later deels weer terugkeerden vanwege de hoge kosten van het nieuwe stadion. Het eigenaarschap was intussen overgegaan naar een consortium onder leiding van Alva Bradley. Metonder anderen Bob Feller en Lou Boudreau streden de Indians diverse malen mee om de titel, zonder deze te winnen.
Dat lukte wel nadat (in 1946) Bill Veeck eigenaar werd. Vanaf 1947 gingen de Indians weer in het Municipal Stadium spelen en een jaar later was het raak. Lou Boudreau was intussen speler-manager. Nadat in play-offs tegen de Boston Red Sox de American League-titel was gewonnen, werd in de World Series ook stadgenoot Boston Braves in zes wedstrijden verslagen. Ook de jaren daarna werden er successen in de American League behaald, onder andere in 1954 toen een seizoen met 111 overwinningen in een deceptie eindigde met een nederlaag in vier wedstrijden tegen de New York Giants.
In de jaren 60 en 70 van de 20e eeuw werden nooit goede resultaten behaald. Het eigenaarschap wisselde veel in die periode. Een hoge notering bleef uit. De hoogste notering was een derde plaats in 1968 met een team waarin pitcher Louis Tiant de voornaamste ster was met 21 overwinningen en een 1.60 ERA.

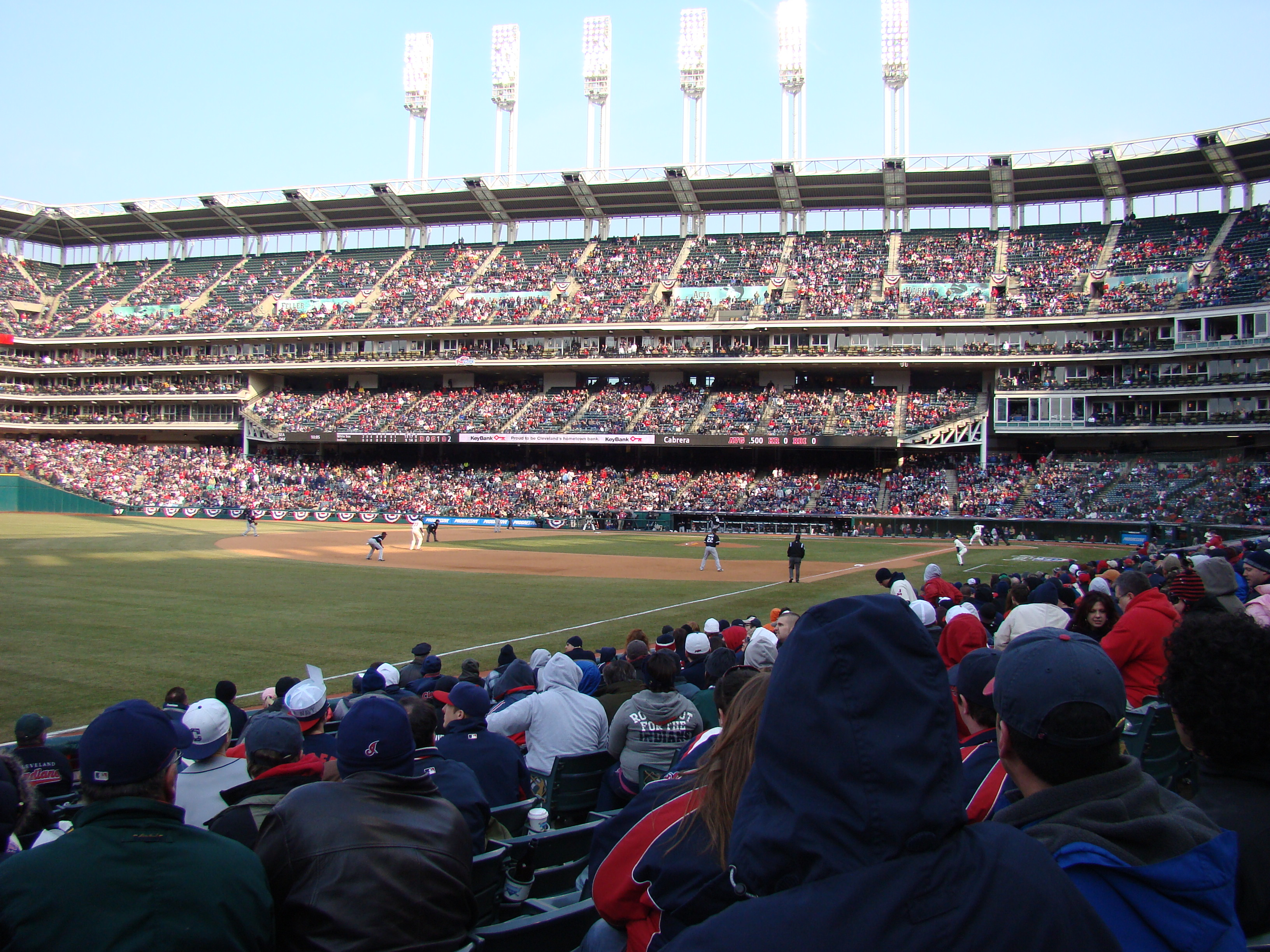
Progressive Field

In de jaren 80 begon een opleving, maar het duurde tot de jaren 90 voor er successen werden geboekt. Inmiddels verhuisd naar een nieuw stadion werden in de eerste helft van die jaren negentig nog wisselvallige resultaten geboekt, maar vanaf het (ingekorte) jaar 1995 ging het crescendo. Het eerste kampioenschap sinds 1954 werd behaald en in de play-offs werden de Boston Red Sox en de Seattle Mariners verslagen. Alleen de World Series tegen de Atlanta Braves gingen verloren. Gesteund door massale publieke belangstelling (het hele seizoen 1996 was voor het begin van de eerste wedstrijd uitverkocht!) waren ook de volgende jaren succesvol. Een succes dat voor een groot deel ook te danken was aan het nu goed werkende farmsystem van de Tribe, waaruit spelers als Albert Belle, Jim Thome, Manny Ramirez en pitcher Charles Nagy naar voren kwamen. In 1996 werden de World Series gemist door een nederlaag tegen de Baltimore Orioles in de American League Championship Series. Een jaar later werd de finale wel gehaald, maar trokken in die World Series de Florida Marlins in de zevende en beslissende wedstrijd in de verlenging aan het langste einde.
In de jaren na 2000 werd nog tweemaal de titel behaald in de AL Central. In 2007 werd in de play-offs een zeker lijkende World Series-plaats verspeeld tegen de Boston Red Sox, dat een 3-1-achterstand in wedstrijden goedmaakte met drie opeenvolgende overwinningen. CC Sabathia in 2007 en Cliff Lee in 2008 wonnen als speler voor de Indians de Cy Young Award voor beste pitcher. Na het vertrek van deze beide pitchers zakten de resultaten dramatisch in. al gaf het jaar 2011 een verrassende wederopstanding te zien waarin tot augustus werd meegestreden om de titel en er werd afgesloten met een tweede plaats.
De werkelijke omkeer kwam in 2013 met het aantrekken van Terry Francona als manager. In zijn eerste jaar werden de play-offs gehaald, waarbij in de wildcard-wedstrijd met 4-0 werd verloren van Tampa Bay. Werkelijk succes kwam er in 2016. Mede door een recordserie van veertien opeenvolgende overwinningen in juli werd de titel in de American League Central gewonnen. In de play-offs werden daarna de Boston Red Sox (met 3-0) en de Toronto Blue Jays (met 4-1) verslagen, zodat de World Series werden bereikt. In de World Series werd met 3-4 verloren van de Chicago Cubs.
In 2017 wonnen de Indians tussen 24 augustus en 15 september 22 wedstrijden op rij (winning streak). Deze streak is een nieuw record voor de American League. Tevens was het de langste winning streak in de MLB in 106 jaar. Twee dagen later wonnen de Indians hun tweede divisie titel op rij.

## Naamswijziging
Op 14 december 2020 maakte de club bekend dat zij afstand gaat doen van de naam Indians. Dit naar aanleiding van een controverse over deze naam. Deze refereert aan de oorspronkelijke bewoners van de Verenigde Staten en werd door sommige mensen beschouwd als een uiting van racisme. In 2022 werd de naam gewijzigd in Guardians. De nieuwe naam verwijst naar een brug vlak bij het stadion, de Hope Memorial Bridge, die gesierd wordt door vier grote beelden die Guardians of Traffic genoemd worden.

## Erelijst
Van 1894 t/m 1899 als Grand Rapids Rustlers, in 1900 als Cleveland Lake Shores, in 1901 als Cleveland Bluebirds, in 1902 als Cleveland Broncos, van 1903 t/m 1914 als Cleveland Naps, van 1915 t/m 2021 als Cleveland Indians, en van 2022 t/m heden als Cleveland Guardians.
- Winnaar World Series (2×): 1920, 1948
- Runners-up World Series (4×): 1954, 1995, 1997, 2016
- Winnaar American League (6×): 1920, 1948, 1954, 1995, 1997, 2016
- Winnaar American League Central (11×): 1995, 1996, 1997, 1998, 1999, 2001, 2007, 2016, 2017, 2018, 2022
- Winnaar American League Wild Card (van 1994 t/m heden) (2×): 2016, 2022
- American League Wild Card Game (van 2012 t/m 2019 en 2021) (1×): 2013
- American League Wild Card Series (2020 en sinds 2022) (2×): 2020, 2022